# 37117 Narcissus
37117 Narcissus eller 2000 VU2 är en Saturnus-korsande asteroid som tillhör centaur-familjen. Den upptäcktes den 1 november 2000 av den kanadensiske amatörastronomen William Kwong Yu Yeung. Namnet anspelar på Narkissos, den vackra ynglingen i grekisk mytologi.
Narcissus senaste periheliepassage skedde den 13 januari 2019.